# Harzrundfahrt 1959
Die Harzrundfahrt 1959 war die 31. Austragung der traditionsreichen Harzrundfahrt. Die Radsportveranstaltung wurde als Eintagesrennen ausgetragen. Das Rennen fand am 5. Juli statt. Die Strecke war 186 Kilometer lang.

## Rennverlauf
Mehr als 150 Radrennfahrer der Leistungsklassen der DDR und Fahrer aus Belgien, Dänemark, den Niederlanden, Polen, Rumänien und Ungarn hatten für das Rennen gemeldet. Die Strecke führte von Magdeburg über den Wendefurther Berg, die Rappbode-Talsperre nach Wernigerode. Bei hochsommerlichem Wetter fiel die Vorentscheidung nach 106 Kilometern hinter Elbingerode, als sich Täve Schur aus der Kopfgruppe absetzen konnte. Er erreichte das Ziel als Solist mit mehr als 8 Minuten Vorsprung. Die ersten sechs Plätze wurden von Fahrern der Nationalmannschaft der DDR belegt. Bester Belgier wurde Willy Derboven auf dem 7. Rang, bester Niederländer wurde Piet Steenvoorden als 10., Wiesław Jarzębski aus Polen wurde 17.

## Ergebnis
|     | Fahrer             | Ort                       | Zeit (h)       |
| --- | ------------------ | ------------------------- | -------------- |
| 01. | Gustav-Adolf Schur | SC DHfK Leipzig           | 5:13:35        |
| 02. | Bernhard Eckstein  | SC DHfK Leipzig           | + 8:27 Minuten |
| 03. | Erich Hagen        | SC DHfK Leipzig           | + 8:27 Minuten |
| 04. | Rolf Töpfer        | SC DHfK Leipzig           | + 8:27 Minuten |
| 05. | Günter Lörke       | SC DHfK Leipzig           | + 8:27 Minuten |
| 06. | Johannes Schober   | SC Wismut Karl-Marx-Stadt | + 8:27 Minuten |
| 0 … |                    |                           |                |